# 段正
段 正（だん せい、生年不詳 - 1318年）は、モンゴル帝国（大元ウルス）支配下の雲南における第5代大理総管。信苴政と表記されることもある。

## 概要
段正は第4代大理総管の段慶の弟で、兄の没後に地位を継承した。1307年（大徳11年）に羊苴咩城に建てられた「加封孔子聖詔碑」には阿慶（段慶）が「鎮国上将軍（略）都元帥」、信苴政（段正）が「明威将軍大理路軍民総管」とされており、段正は段慶と共同で大理路を治めていたようである。モンゴル支配下の大理では段氏の長が宣慰使都元帥、それに次ぐ人物が大理路軍民総管を務めるという慣習があり、段正の地位はかつての段忠の地位を継承したもののようである。
1316年（延祐3年）には段隆が段正の地位を継承し、この年に段正は死去したとされることが多いが、『南詔野史』の一部写本では1318年（延祐5年）没とも伝えており、林謙一郎は延祐5年の方が正しいとみなしている。